# Akademiya Tashkent
El Akademiya Tashkent (en uzbeko: «Akademiya» Toshkent futbol klubi, en ruso: Футбольный клуб «Академия» Ташкент, Futbolnyj Kłub "Akadiemija" Taszkient) fue un equipo de fútbol de Uzbekistán que alguna vez jugó en la Liga de fútbol de Uzbekistán, la primera categoría de fútbol en el país.

## Historia
Fue fundado en el año 1998 en la capital Tashkent como el equipo representante del Ministerio del Interior del país. En el año 2000 debuta en la Primera Liga de Uzbekistán, donde lograron el título de liga y ascendieron a la Liga de fútbol de Uzbekistán.
Su temporada de debut fue muy buena ya que terminaron en quinto lugar, pero se decidió que para la siguiente temporada el club sería reemplazado por el Olympik Tashkent, equipo integrado por los jugadores de la selección sub-23, pero la idea fue desechada debido a que la mayoría de los jugadores que originalmente iban a integrar el proyecto firmaron con el Pakhtakor Tashkent, por lo que el surxon Termez terminó como el club que remplazaría al Akademiya.
El club jugó en la temporada 2002 en la Segunda Liga de Uzbekistán y posteriormente desapareció.

## Palmarés
- Primera Liga de Uzbekistán: 1

2000
- Segunda Liga de Uzbekistán: 1

2002

## Jugadores

### Jugadores destacados
- Avzal Azizov
- Yaroslav Krushelnitskiy
- Yuriy Nikitkov
- Zayniddin Tojiev
- Yuriy Vintovkin